# Колимовирусы
Колимовирусы (лат. Caulimoviridae) — семейство ДНК-содержащих вирусов растений с механизмом обратной транскрипции и двуцепочечной ДНК, то есть вирусов, содержащих стадию обратной транскрипции в своём репликативном цикле.

## Структура вирионов
Вирион является простым, без липидной оболочки. Морфология нуклеокапсида представлена 2 основными формами: палочковидной и икосаэдрической. Форма нуклеокапсида зависит от размера вируса. Вирионы палочковидной формы имеют диаметр приблизительно 35—50 нм и могут быть в длину до 900 нм. Икосаэдрический капсид имеет диаметр 45—50 нм и примерно такую же длину.

## Структура генома и репликация
Геном данного вируса представляет собой несегментированную линейную или циклическую двуцепочечную ДНК. Размер генома насчитывает приблизительно 6—8 kbs. В зависимости от вируса геном может иметь либо одну открытую рамку считывания (ORF), как например у Petuvirus, или больше восьми как у Soymovirus. Геном данного вирусного семейства кодирует такие белки: обратная транскриптаза, протеаза, структурные белки, а также остальные белки с неизвестными функциями, но так или иначе нужные для репликации вируса.
Репликация происходит как в цитоплазме, так и в ядре клетки-хозяина. Сначала, вирусный геном попадает в цитоплазму. Там он формирует суперскрученную минихромосому. На ней транскибируется мРНК вируса, которая избыточна (потому что в некоторые части генома експресируются дважды). Эта транскибируемая РНК попадает в цитоплазму, где она играет две роли. Она может использоваться либо как шаблон для трансляции вирусных белков, либо подвергаться обратной транскрипции до дцДНК, с помощью вирусной ревертазы. Так как эти вирусы имеют много общего с ретровирусами, их часто объединяют в группу параретровирусов. Однако здесь существует важное различие между ретровирусами и вирусами семейства Caulimoviridae. В отличие от ретровирусов они не интегрируют свой геном в хромосомы, так как их геном не кодирует фермента интегразы
Однако существуют виды семейства колимовирусов, такие как Petunia vein clearing virus, которые изредка (в основном в стрессовых условиях) могут интегрировать свой геном в хозяйственный геном. Обычно такие провирусы часто называют эндогенными параретровирусами (EPRVs).

## Классификация
По данным Международного комитета по таксономии вирусов (ICTV), на март 2016 года в семейство включают 8 родов:
- Род Badnavirus (40 видов)
  - Типовой вид Commelina yellow mottle virus
- Род Caulimovirus (11 видов)
  - Типовой вид Cauliflower mosaic virus
- Род Cavemovirus (2 вида)
  - Типовой вид Cassava vein mosaic virus
- Род Petuvirus (1 вид)
  - Вид Petunia vein clearing virus
- Род Rosadnavirus (1 вид)
  - Вид Rose yellow vein virus
- Род Solendovirus (2 вида)
  - Типовой вид Tobacco vein clearing virus
- Род Soymovirus (4 вида)
  - Типовой вид Soybean chlorotic mottle virus
- Род Tungrovirus (1 вид)
  - Вид Rice tungro bacilliform virus

Вид Rose yellow vein virus имеет необычную организацию генома, которое делает его уникальным видом.